# Aeroportul Calexico
Aeroportul Calexico (IATA: CXL, ICAO: KCXL, FAA LID: CXL) este un aeroport din California, Statele Unite ale Americii ce deservește zona Calexico⁠(d). Aeroportul a fost tranzitat în 2019 de 184 de pasageri. A fost numit după zona deservită.
Situat la o altitudine de 1 m, aeroportul dispune de 1 pistă.

## Infrastructură

### Piste
Aeroportul dispune de o singură pistă. Pista 8/26 are suprafața de asfalt și dimensiunile 4.683 picioare × 75 picioare. 